# Patinage artistique sur roulettes

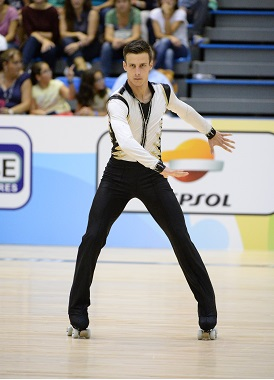
Vice-Champion du Monde, le français Pierre Meriel.

Le patinage artistique à roulettes (également appelé Roller Artistique) est un sport de la Fédération Française de Roller et de skateboard (FFRS).
C’est un sport à production de formes codifiées qui s’illustrent au travers d’acrobaties liées entre elles par une gestuelle expressive et originale.
Les capacités physiques, techniques, artistiques et psychologiques requises, font de lui un sport complet. L’apprentissage du patinage prennent des valeurs d’exigences, de rigueur, de travail et de persévérance.
Le patinage artistique à roulettes est une discipline sportive qui se pratique avec des patins à roulettes de type « quad » sur une surface lisse et plane de 20 x 40 m minimum (parquet, béton lisse, granito, etc.).
Avec la mode du patin en ligne certains ont essayé le patinage artistique avec des patins en ligne. Depuis 2002 la Fédération Internationale de Roller Sports (FIRS) a inclus le patinage artistique en ligne, solo homme et femme, parmi les spécialités du championnat du monde.
Au début de 2010, plusieurs des participants à la 5e Paris Open de patinage artistique en ligne ont décidé de créer la World Inline Figure Skating Association (WIFSA) qui veut se constituer comme entité internationale indépendante pour le développement de l'artistique en ligne, pas soumis soit au monde de la glace qu'à celui des roues, tout en l'aider à la fois.
Le siège social de WIFSA se trouve à Paris. L'accord signé en Juin 2015 entre la FIRS et la WIFSA reconnaît le rôle clé de cette dernière au niveau international et comme interlocuteur avec les différentes fédérations nationales pour toute question concernant le patinage artistique en ligne. Depuis 2018, l'accord entre la WIFSA et la World Skate (FIRS) a été rompu, car les règlements RollArt ne prennent pas en considérations les particularités du roller inline.
Le patinage artistique peut être commencé à tout âge et pratiqué à tous les niveaux, en loisir ou en compétition. Il reste néanmoins un sport à spécialisation précoce qui exige d’apprendre vite et tôt pour imaginer devenir un compétiteur de haut niveau. En France , Alexandre le Guen, Lolla Gallais ,Clémence Gueguen ,Emma Martin, Gabrièle Sanchez, Louane Kerdreux, Lucie Chabrol, Maialen Mazain, Eloise Castillon et Charline Papin ont commencé le patinage dès leur plus jeune âge ce qui leur permet d'obtenir une technique excellente et espère tous devenir de grands patineurs plus tard !
Dans les clubs, dès l’âge de 4 ans, les "bébés-patins" peuvent commencer le patinage sous forme de jeux. Le matériel (plots, cônes, cerceaux) aide l’enfant dans la découverte de la glisse tout en l’amusant.  L’enfant va, petit à petit, apprendre les fondamentaux de la glisse et commencer à s’exprimer sur la musique. Des outils, tel que l'EFPA (École Française de Patinage Artistique de la FF Roller Sports) permettent d'aider les entraîneurs à initier les bases du patinage artistique.
Tout comme sur glace, le patinage artistique à roulettes se pratique en individuel dans des catégories homme ou femme, en couple ou encore dans des groupes de patinage synchronisé. La discipline nécessite une grande agilité puisqu'elle consiste à exécuter sur une musique diverses figures (sauts, pirouettes, mouvements synchronisé...). Les meilleurs patineurs enchaînent les triples sauts en combinaison.

## Les différentes disciplines

### Le patinage artistique solo

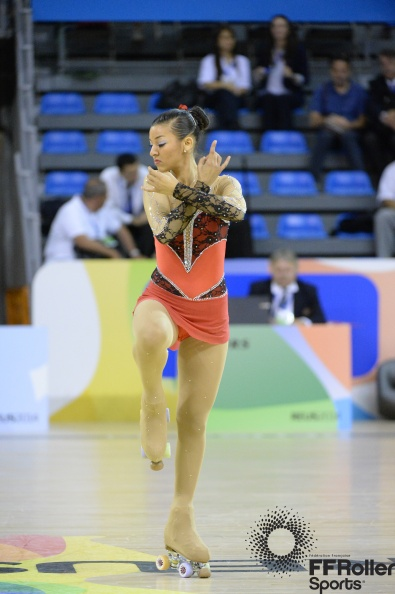
Najete Kada

Cette terminologie correspond au patinage artistique individuel (solo). Le solo artistique se caractérise par la réalisation de figures techniques (sauts, pirouettes) et d’éléments chorégraphiques (gestuelles, petits pas) formant un ensemble harmonieux appelé « programme » par un seul patineur pour l’épreuve de figures libres. On distingue le programme court dont le contenu est semi-imposé et le programme long dont le contenu est beaucoup plus libre.
Dans le cas du patinage artistique solo, on distingue la catégorie homme et femme. Cette spécialité nécessite une grande maîtrise technique, une excellente condition physique pour parvenir à exécuter des figures qui peuvent être extrêmement complexes (certains patineurs enchaînent des triples sauts en combinaison et réalisent des pirouettes sur le talon de 10 à 15 tours). Le patinage artistique étant, comme son nom l'indique, un sport-spectacle, le patineur doit également avoir un sens artistique pour que la prestation soit à la fois technique mais aussi spectaculaire pour le public.

### Le couple artistique

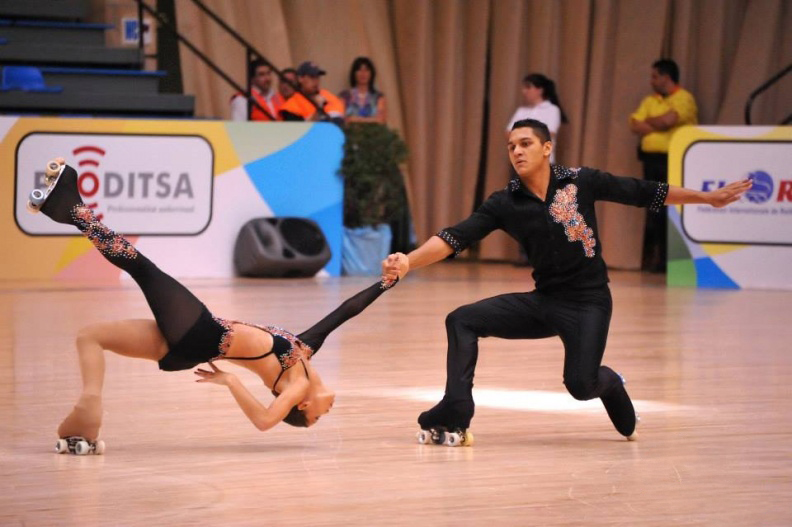
Marine Portet & Nathanaël Fouloy - 3e Mondiaux

Le couple artistique se caractérise par la réalisation à deux (1 fille + 1 garçon) de figures techniques individuelles en parallèle (les sauts et les pirouettes), mais la particularité de cette spécialité, ce sont les figures acrobatiques tels les portés, les pirouettes de couple, les spirales et les sauts lancés. Comme pour le solo artistique, les éléments chorégraphiques (gestuelle, petits pas) permettent de lier les figures techniques afin de former un ensemble harmonieux qu’est le programme. Comme pour le solo artistique, on distingue le programme court et le programme long.
L'artistique en couple est particulièrement spectaculaire avec la réalisation de portés impressionnants, de sauts lancés, de spirales et de pirouettes combinées. Cette spécialité étant très contraignante et nécessitant des compétences techniques précises pour les entraîneurs, elle reste très peu pratiquée par les patineurs car non proposée par une grande majorité des clubs de patinage artistique. Après de longues années sans couple artistique, Gabrièle Sanchez et Alexandre Le Guen se sont lancés lors de la saison 2024-2025 en catégorie Elite Couple Artistique Junior et ont été sélectionnés lors de la demi finale de l'Artistic International Series (AIS) 2025.

### La danse solo

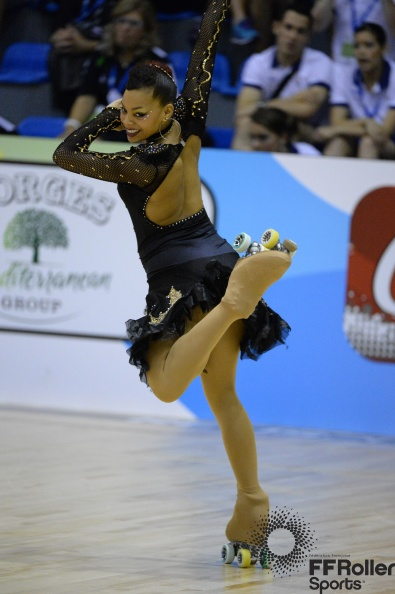
Aline Sepho - Championne de France

Le solo danse est une spécialité qui consiste essentiellement à patiner, exprimer et interpréter sur le rythme d’une musique. Le patineur réalise deux  types d’épreuves : les danses imposées et la danse libre. Les danses imposées consistent à réaliser une suite de pas codifiés sur un schéma imposé et un rythme donné. Pour la danse libre, le patineur réalise des figures, des petits pas et une chorégraphie sur la musique de son choix.

### Le couple danse

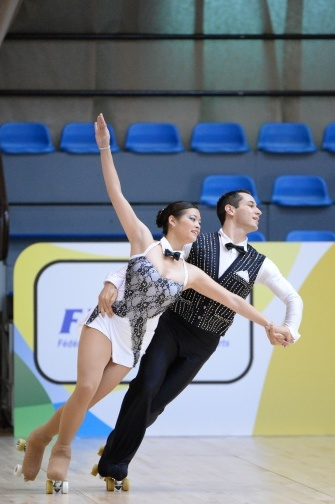

Le couple danse se caractérise par la technicité et l’élégance de la danse mais aussi par la complicité des 2 partenaires. Dérivée de la danse de salon, cette spécialité s’apprécie à travers l’harmonie et l’unisson que dégage le couple. Les danses imposées permettent d’apprécier principalement les habilités techniques des patineurs. La danse originale et la danse libre permettent d’évaluer la capacité du couple à mobiliser ses aptitudes techniques pour captiver jury et spectateurs par l’intensité, l’originalité et la créativité d’une interprétation chorégraphique.

### Le patinage de groupe

#### Show
Le show est une spécialité se caractérisant par la mise en scène d’un thème choisi  en alliant habileté de patinage, déplacements de groupe, diversité des chorégraphies statiques et mobiles et créativité, le tout exprimant librement un petit ballet de 5 minutes maximum. Il se pratique à 4 (quartet), de 6 à 12 patineurs (show petit groupe) ou à plus de 15 patineurs (show grand groupe).

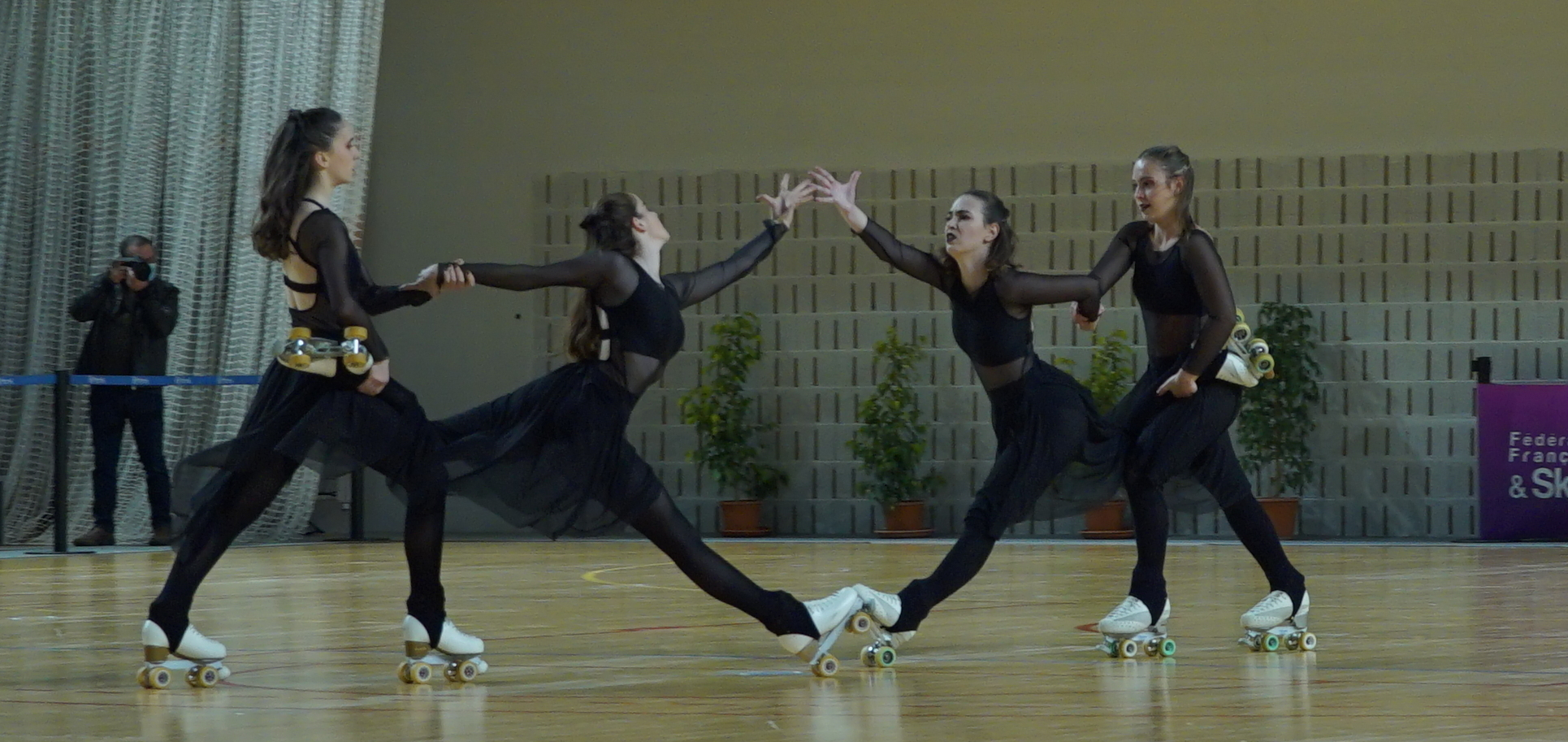
Exemple de quartet,
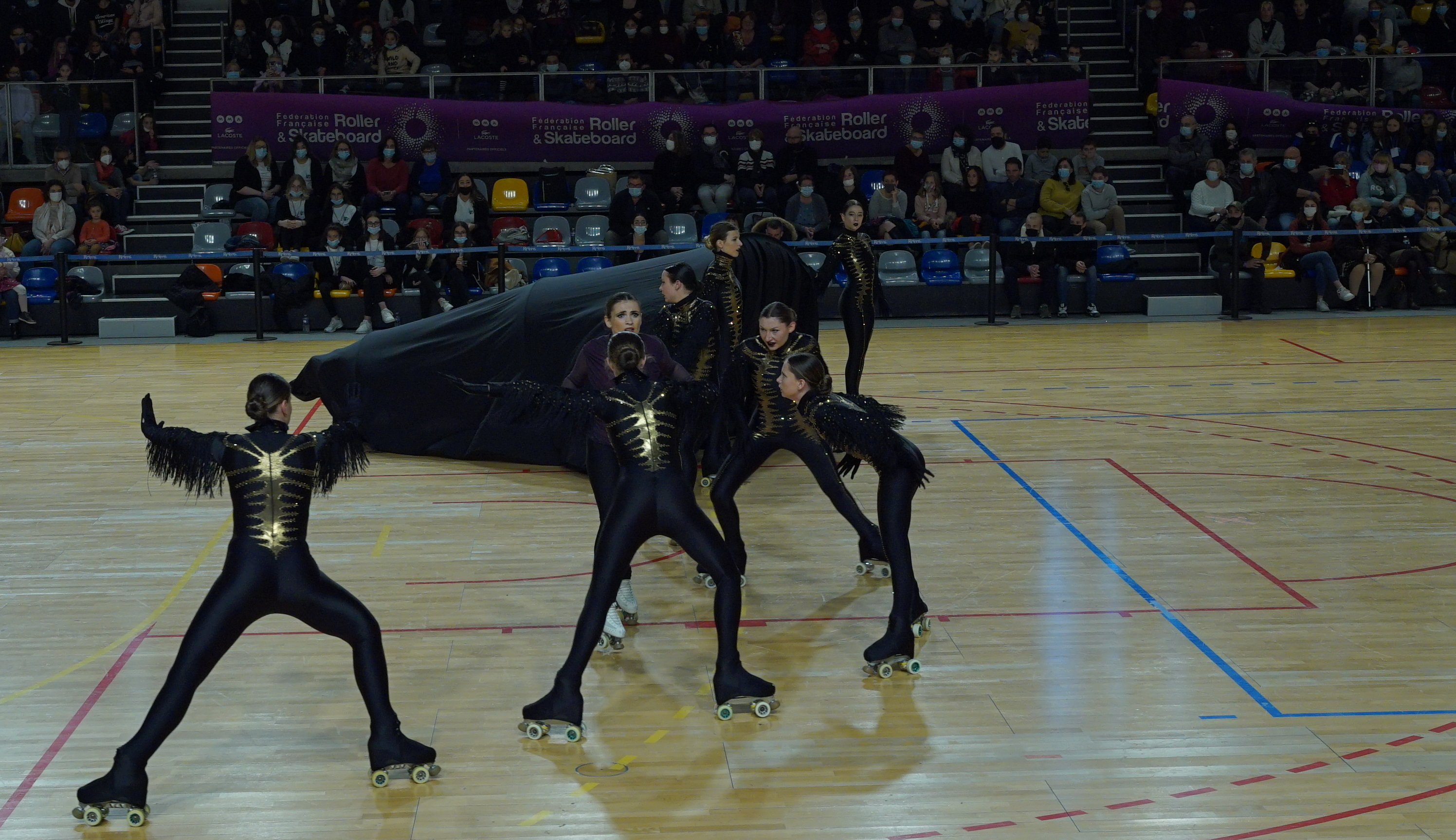
de petit groupe,
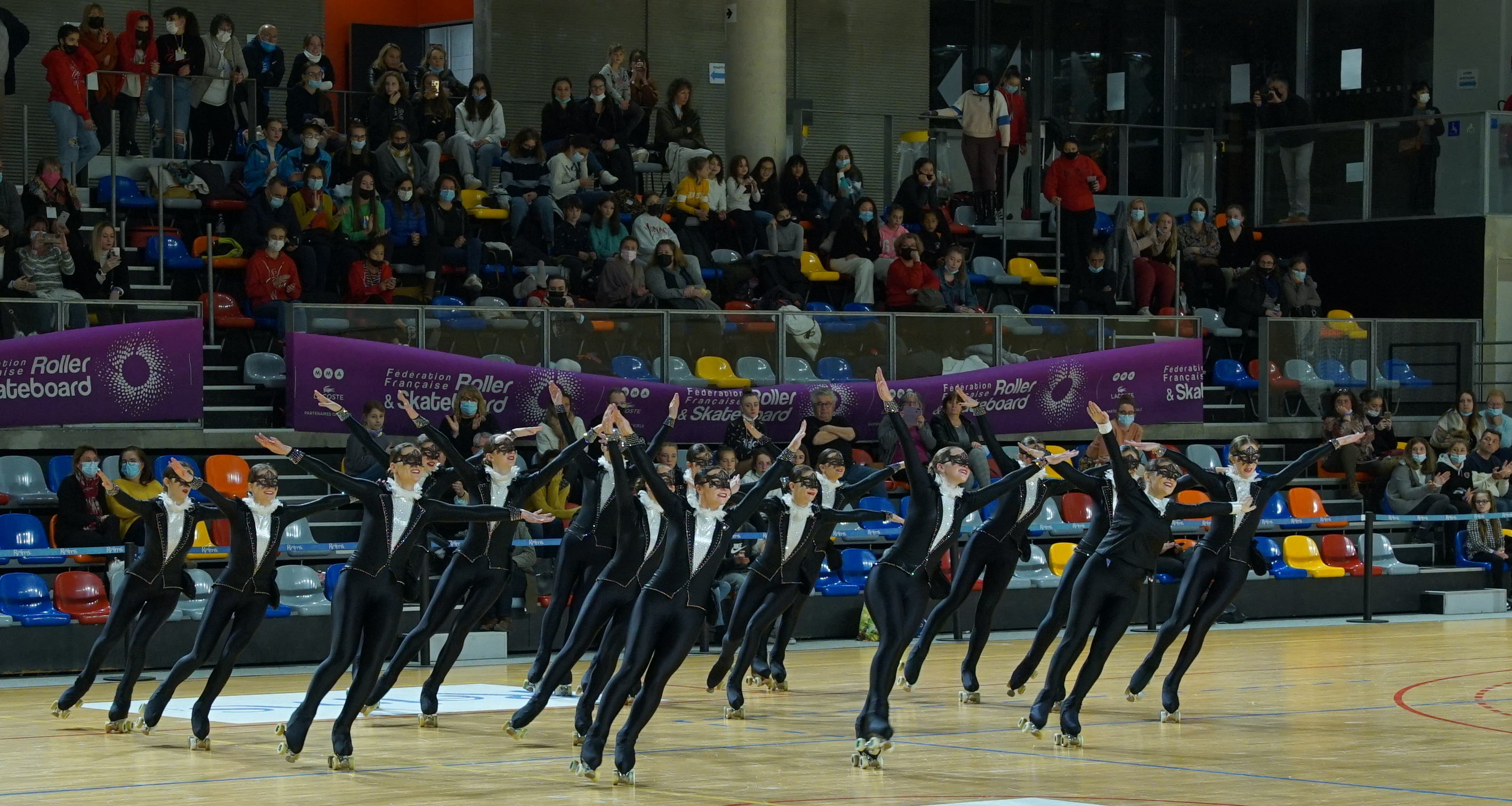
de grand groupe.

#### Précision
La précision se caractérise par la réalisation de figures imposées en groupe réalisées avec un synchronisme parfait. Sont évaluées la précision, la netteté des manœuvres et des transitions, la vitesse de patinage et sa fluidité ainsi que la difficulté des retournements proposés.

### Le patinage artistique In-line

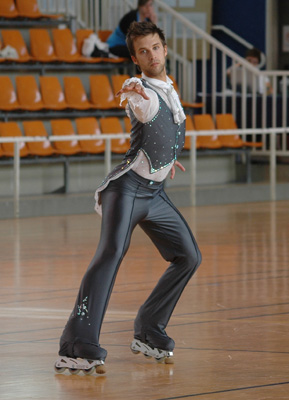
Eric Traonouez Champion du Monde

Cette spécialité qui est pratiquée sur patins en ligne, ne comprenait initialement que le patinage artistique individuel homme et femme. Les figures techniques et les éléments chorégraphiques sont les mêmes que ceux du patinage sur glace. On distingue un programme court et un programme long comme pour le solo traditionnel. Il n'y a pas de figures imposées comme sur quad. Le règlement est défini soit par la WIFSA (qui respecte les particularités de l'inline et qui s'appuie sur les mêmes règlements que la glace (ISU)) soit par la Fédération Internationale de Roller Sports (World Skate).
La récente croissance de cette discipline, avec des équipements et des techniques parfois différents de ceux du patinage traditionnel, a porté à la constitution de la World Inline Figure skating Association (WIFSA) à Paris. En 2015 la World Skate a signé un accord avec la WIFSA lui permettant de développer des règles de compétition spécifiques pour le patinage artistique en ligne. 
Les spécialités en ligne non abordées par la World Skate (couple, danse, danse solo,…) sont donc couvertes par les règlements publié par la WIFSA.
Il est important de noter que la WIFSA et la World Skate ne travaillent plus ensemble car la World Skate, ne respectait pas les particularités de l'inline dans ses règlements de compétition. De plus, les compétitions World Skate ne sont ouvertes qu'à la catégorie ELITE contrairement aux compétitions WIFSA qui sont ouvertes à toutes les catégories et tous les niveaux, en danse, artistique et chorus (show groupe).
Le même problème réside en France. La FFRS et la WIFSA ne collaborent pas ensemble pour ces mêmes désaccords concernant les règlements de compétition. Ainsi sur une douzaine de clubs en france, 11 participent aux compétitions WIFSA, tandis que seulement 3 représentent les compétitions FFRS. A ce jour, la FFRS ne représente que le solo artistique inline français, tandis que la WIFSA représente toutes les disciplines (artistique, danse, groupe, couple) et les 4 divisions dans des compétitions open (en France et à l'international).

## L'école de patinage: l'EFPA (École Française de Patinage Artistique)
L'EFPA a été mise en place et diffusée par le Comité de Patinage Artistique de la FFRS en septembre 2008.
L’École Française de Patinage Artistique (EFPA) est un dispositif pédagogique spécifique au Patinage Artistique et Danse à roulettes. Avec l’EFPA les clubs peuvent former leurs licenciés aux différentes spécialités : solo et couple artistique, solo et couple danse ainsi qu’au patinage de groupe.
L'EFPA vise à améliorer la formation des plus jeunes aux bases du patinage artistique à roulettes dans les clubs. Par ce biais, il rend les clubs plus attractifs au niveau local.
L’intérêt du dispositif réside dans la formation des patineurs mais aussi dans la formation des entraîneurs intervenant auprès des plus jeunes pratiquants dans les clubs. L’EFPA est un cadre référent pour les clubs, donnant la possibilité de transmettre des savoir-faire tout en laissant une liberté aux entraîneurs pour exercer leur rôle pédagogique.
L’École Française de Patinage Artistique (EFPA) propose d’organiser les contenus techniques entre huit habiletés en patins.
•	Se propulser ;
•	Se diriger ;
•	S’équilibrer ;
•	S’arrêter ;
•	Se retourner ;
•	Tourner ;
•	Sauter / Franchir ;
•	Patiner en rythme.
Cf : Page dédiée à l'EFPA sur le site de la FFRoller